# 卡瓦延
卡瓦延（英語：Kawayan）是菲律賓比利蘭省轄下的八個自治市之一。

## 面積
根據菲律賓統計局的數據，卡瓦延的總面積為61.02平方公里（23.56平方英里），佔比利蘭省總面積536.01平方公里（206.95平方英里）的11.38%。 

## 人口
根據菲律賓官方於2020年所作的人口普查數據顯示：居住於卡瓦延的總人口數量為20455人。

## 描籠涯
卡瓦延轄下總共被分為20個描籠涯。